# Струмица
Струмица (мкд. Струмица, тур. Ustrumca) је град у Северној Македонији, у југоисточном делу државе. Струмица је седиште истоимене општине, а по свом привредном и културном значају представља средиште окупљања за југоисток државе.

## Порекло назива
Име града, као и реке Струмице и целог струмичког краја, потиче од речи астрај, која је пеонског порекла (Пеони су били трачко племе). Под датим утицајем у доба старог Рима на месту данашњег града било је насеље Астрајон, које је после доласка Словена на Балканско полуострво добило данашњи облик.

## Природне одлике
Град Струмица се налази у југоисточном делу Северне Македоније, близу државне границе са Грчком (15 km југоисточно од града). Главни град Скопље је удаљен 150 km североисточно од града.
Рељеф: Струмица се развила на југозападном ободу пространог и плодног Струмичког поља, на месту где се дато поље највише приближава долини Вардара. Град је идеално смештен на месту где поље прелази у брда, која се даље ка западу издижу у планину Плавуш. Јужно од града издиже се планина Беласица.
Општина Струмица већим делом припада области равног и плодног Струмичког поља, где заузима његову јужну половину. Јужни део општине је подгорина планине Беласице.
Клима у Струмици је топлији облик умерене континенталне климе због утицаја Средоземља (топла и сува лета, релативно хладне зиме).
Воде: Река Струмица протиче пар километара северно од града Струмице, док кроз сам град протиче пар потока, њених притока.

## Историја
Струмица има дугу историју, која сеже до праисторије. Насеље на овом месту постојало је још у 10. веку п. н. е. када је било познато под именом Астрајон. У то време то је било трачко насеље у оквиру Пеоније.
У доба запоседања овог подручја од стране Римљана насеље је постојало под данашњим називом, али је убрзо добило назив Тивериопољ. Крајем римске ере град је био значајно средиште хришћанства.
Почетком средњег века ово подручје насељавају Словени и град добија данашњи „пословењени” назив. Чак су Словени у датој области названи Струмљанима. Врховна власт Византије трајала је следећих пар векова.
Године 1014. десила се битка на суседној Беласици. После тога град и околина су поново били два века у рукама Византије. 1334. године српски краљ Стефан Душан задобија Струмицу са околином и они остају у српским рукама до пада под османску власт. Године 1371. место је посед српских великаша Дејановића.
Године 1395. Турци Османлије заузимају Струмицу. Град је био више од пет векова у турским рукама. За то време у граду и по околним селима населило се доста Турака.
По извештају француског генерала Мармона из 1807. године наводи се за Струмицу (у Турској) - „пут коњем. Језик српски. У дистрикту 20 села. У вароши 3000 становника; сами Хришћани.”
Струмица је 1900. године град у Македонији, ту живи 6200 Словена, 3100 Турака, 700 Јевреја и 160 Цинцара. Било је укупно 10160 становника струмичких.
Град 1912. године добија Бугарска, али већ 1919. године Нејским миром он са целим пољем бива припојен Краљевству Срба, Хрвата и Словенаца.
Струмица је погођена пожаром 28. јула 1924, страдала је „трећина” вароши, сам центар.
Обележавао се између два светска рата локални црквено-народни празник, 11. децембра „Светих петнаест мученика”. Доња струмичка црква је посвећена Св. Ћирилу и Методију. Ту се налази капела посвећена тим мученицима, који су страдали по предању у другој половини 4. века, за време владавине цара Јустинијана Отпадника, унука цара Константина Великог. Наводно 28. новембра 362. године убијено је након мучења 15 Хришћана који су се жртвовали за своју веру. Били су то проповедници хришћанске вере, епископи, свештеници, ђакони, трговци, учитељи. Они су у тадашњем струмичком насељу били осуђени на смрт и требало је да буду погубљени у Солуну. Али убијени су у ствари одмах по изласку из града. На месту где су укопани подигнута је црква посвећена њима. Та стара црква је била порушена када је простор био претворен у вештачко језеро. Када је српска војска ослободила Струмицу, ту је 1919. године подигнута капела њима посвећена. Тридесетих година 20. века организован је на иницијативу Олге Поповић, одбор госпођа и госпођица који је имао задатак да ту сагради зграду за смештај многобројних поклоника и болесника.
Струмица је почетком 20. века важно место Солунског вилајета. кроз њу пролази жељезница и пут ка Солуну. „Струмица је живо трговачко средиште плодне струмске области”, на чијим пољима се производи жито, ориз (пиринач) и грожђе. Ту се одржавао сваког понедељка добро посећени панађур. Варош је турског типа насеље, са кривим, узаним улицама а куће су на низбрдици, једна над другом. Ту је седео турски кајмакам и други органи власти, и разне привредне и просветно-верске институције, попут филијале турске Агрикултурне банке. Било је ту 482 дућана, 31 кафана, болница, две касарне. Шест турских џамија, две православне цркве, синагога, турска полугимназија и основне школе. Постојало је ту и пет прерађивачких фабрика. Код Струмице су развалине некадашње тврђаве, коју народ зове „Царева кућа”. Ту су били остаци старог Тивернополиса и града српског цара Душана. Када су се 1913. године Грци евакуисали - повлачили из Струмице, изазвали су велики пожар у којем је град веома страдао. Осим уништења великог дела насеља изгорели су нова зграда гимназије и највећа православна црква. Други пожар са великим последицама десио се 28. јула 1924. године, у радњи браће Димитријевића. У ватреној стихији страдала једна четвртина вароши, и то онај централни део вароши са дућанима и мануфактурним радњама. Пожар је настао у Струмици и почетком фебруара 1930. године, када је сасвим изгорео млин Васиља Хаџи Скерлића. Почетком марта 1931. године десио се земљотрес и у Струмици, где је поред материјалне штете - срушено 20 кућа а оштећено 1000, повређене су три жене и једно дете.
Постојало је у Струмици 1925. године велико државно Монополско, стовариште непрерађеног дувана. Јер ту се производио најелитнији дуван прва категорије. Тридесетих година 20. века Струмица се нагло развијала користећи могућности живота у слободи. Немачки новинар Макс Фишер, који је двапут посетио Струмицу, у року од десетак године пише 1929. године: „Струмица је постала једна од најлепших вароши у Јужној Србији. Свуда се граде нове модерне куће”. Подигнута је 1928. годи нова зграда гимназије у Струмици. Први прилог је дало „Друштво Св. Саве” из Београда, 1000 динара. Ту је 1929. године била при крају градња електричне централе, водовода и канализације.
У Струмици се водио прави „мали рат” између бугарских терориста тзв. „Македонствујушћих” и југословенске државе. Пало је много невиних жртава од руке комита, који су покушавали насиљем да покваре споразум између Југославије и Бугарске. Сваке године због упада комитских тројки, бележени су окршаји и жртве. Септембра 1924. године бугарска комитска чета војводе Ђорђа Вандева је наишла на жандармеријску патролу, и убила два југословенска жандарма надомак Струмице. На Велику (прозвану „крваву”) суботу 1926. године упале су две бугарске комите у кафану хотела „Српски краљ” у центру Струмице. Од експлозивне направе погинула су два човека, а 17 их је лакше-теже било рањено. Децембра 1927. године бугарски терористи су убили поручника Јефтића и жандарма Басарића, а другог жандарма тешко ранили. Струмички суд је 1928. године велики број осумњичених помагача међутим прогласио невиним. Непријатељи југословенске државе су због тога ликовали; спремане су нове терористичке акције. Одржан је 5. јуна 1928. године протесни скуп у Струмици „против Италије и Нептунских конвенција”. Народ суочен са терором у својој средини, иначе препуштен самом себи, још се упустио и у протесте против насиља у другој држави. Говорник на скупу извесни Далматинац, разбуктавао је страсти код већ својом муком огорчених грађана, хушкао да бране интересе државне у Далмацији, толико да је морала полиција да реагује. Четврти по реду атентат су извели 9. марта 1930. године у Струмици, када је рањено 15 лица, од којих четири - тешко. Два Бугарина су предвече дошли у центар места, где су прво убили ноћног стражара из револвера, а затим убацили експлозивну направу у кафану хотела „Уједињење”. Народ је масовно протестовао тражећи освету, преко границе.
После Другог светског рата Струмица постаје обласно средиште у оквиру Социјалистичке Републике Македоније у оквиру Југославије, да би од 1991. године била укључена у Северну Македонију.

## Срби у Струмици
Aestreus је римски назив за Струмицу.
Sirbin= Србин, место налази се мало ниже од Струмице.
„Струмпица” или Струмица је „град у Македонији”.
Када је 1019. године византијски цар Василије II покорио стару „Маћедонску државу”, дошао је у Струмицу, и донео одлуку пред охридским патријархом Јованом, да се од тада она преводи у „архиепископију”, а остаје самостална. У јерархијској хијерархији, Архиепископија Охрид, седиште архиепископа Прве Јустинијане; под њом митрополије: Струмичка митрополија (Струмица иначе „Тиверијепољ”)... Струмнички округ је остао у Охридској архиепископији до краја, због тога што њим у време великашке деобе српских земаља после цара Душана (1370—1395), владала царица Јевдокија, са синовима деспотом Драгашом и Костадином, који су изгинули 1395. године у Турској војсци султана Мурата, током рата са молдавским војводом Мирчом. Јужна Србија са Струмицом је припала српској држави у 13. веку, а у црквеном погледу тај простор је под јурисдикцијом Пећке патријаршије, до 1767. године.
Још је српски краљ Милутин у своје време заузео Струмицу, током рата са Византијом 1283. године. Цар Душан Силни водио је 13 ратова против „Грка” тј. Византије. Први пут 1337. године зарати са Византинцима, освоји Струмицу и „покори себи сву Македонију до Тесалоника (Солуна), Костура и Јањине, и пошаље нешто војске под сами Цариград”. Опколио је и самог цара Андроника млађег у Солуну, да је овај морао да тражи мир. Мир је склопљен 26. августа 1340. године, српски владар је вратио доста земље Византији, али је задржао више градова, међу којим и Струмицу. Александра бугарског краља, погубио је српски цар Душан на Струмици, пре 1350. године.
Српска хрисовуља из 1377. године написана руком Драгосава, у граду Струмици, издата од стране Јована деспот Драгаша, и брата му Костадина (и мајка њихова царица Јевдокија), којом потврђују добра руском православном манастиру Св. Пантелејмона у Св. Гори Атонској. Слична хрисовуља написана 1380. године у Струмици.
Струмица је називан „Хрељин град”, по Рељи Крилатици. Ту је наиме владао самодржећи властелин цара Душана, Хреља. Византијски цар Кантакузен у својој историји, назива Хрељу господара Струмице и Петрича, - Србином.
Историјску, српску књигу о Александру Македонском узео је претплатом 1851. године у Београду Димитрије Стојановић „шећерџија” из „Струмнице”.
Октобра 1927. године створили су Струмичани, Просветно-културно друштво „Реља Крилатица”. За председника те организације изабран је Владимир Илић. У његом окриљу су деловали музичка и дилетантска секција и Народни универзитет.
Струмица је у међуратном времену перспективно место, које се насељава, има младих предузетних људи, где цвета јавни и културни живот. Грађанско друштво Трезвености „Будућност” отворило је у Струмици, књижницу и читаоницу марта 1925. године. Деловало је 1926. године женско хуманитарно друштво струмичких жена, месни одбор „Кола српских сестара”. Спремана је градња њиховог друштвеног дома. Београдско женско друштво је кренуло те године да гради друштвени дом својој подружници у Струмици, где би се отворила Занатска школа. Нова војна касарна подигнута је у јесен 1926. године у месту. Децембра 1933. године отворен је у Струмици „Дом књегиње Зорке”. Друштво пријатеља Француске основао је у Струмици 1934. године, бивши париски студент Хаџи Вељко Сократ.

## Становништво
Струмица данас спада међу 10 највећих градова Северне Македоније. У граду тренутно живи око 34 хиљада становника и још 16 хиљада у селима струмичке општине.
Етнички састав: Почетком 20. века Струмица је имала 10.160 становника, 6.200 Словена хришћана, 3.100 Турака, 700 Јевреја и 160 Рома.
| Национални састав према попису из 2021.‍ | Национални састав према попису из 2021.‍ | Национални састав према попису из 2021.‍ | Национални састав према попису из 2021.‍ | Национални састав према попису из 2021.‍ |
| --------------------------------------- | --------------------------------------- | --------------------------------------- | --------------------------------------- | --------------------------------------- |
|                                         |                                         |                                         |                                         |                                         |
| Македонци                               | Македонци                               |                                         | 26.185                                  | 77,4%                                   |
| Турци                                   | Турци                                   |                                         | 2.703                                   | 7,9%                                    |
| непописани                              | непописани                              |                                         | 4.364                                   | 12,9%                                   |

Вероисповест: Претежна вероисповест месног становништва је православље, а мањинска ислам.

## Култура
Струмица је културно средиште југоисточне Северне Македоније.
Северно од града налазе два средњовековна манастира: Вељуса и Водоча.
Једно од познатијих културних догађања у граду је „АСТЕРФЕСТ” (Фестивал филмских аутора југоисточне Европе)

## Познате личности
- Благоје Истатов — фудбалер (голман)
- Антон Панов — писац
- Ферус Мустафов — музичар
- Горан Пандев — фудбалер
- Никола Донев — одбојкаш
- Влатко Илиевски — кошаркаш
- Ристо Шишков — глумац
- Горан Тренчовски — редитељ, писац и оснивач Астерфест-а
- Борис Трајковски — бивши председник Северне Македоније
- Баба Ванга — пророчица
- Видое Подгорец — писац
- Митко Маџунков — писац
- Никола Маџиров — песник
- Далибор Плечић — писац
- Весна Витанова — фудбалерка, репрезентативни голман, ФК Леванте ЛП (Шпанија)
- Вељко Пауновић — српски фудбалер
- Зоран Заев — политичар
- Душан Џамоња — вајар

## Галерија
- Главна градска црква, Црква Св. Ћирила и Методија
- Здање Општине Струмица
- Цареве куле изнад града
- Градски музеј
- Струмица, Грчка школа, 1903. године
- Орта џамија
- Главни градски булевар — Булевар Маршала Тита
- Главни трг у Струмици
- Стари део Струмице